# Monte Sainte-Claire
Monte Sainte-Claire (en francés: Mont Sainte-Claire) es una montaña en la provincia de Quebec al este de Canadá. Lleva ese nombre en honor de Santa Clara de Asís, se trata de un monte de la meseta Laurentina situada en el corazón de Chicoutimi, un distrito de la ciudad de Saguenay.
A una altitud de 170 metros, en la cumbre de esta montaña, se encuentra una estación del canal de televisión de propiedad privada llamado TVA y la antena para la transmisión de la señal de televisión a través de toda la región.